# ADME

Procesele farmacocinetice

ADME este o abreviere utilizată în farmacocinetică pentru a descrie cele patru procese care au loc: absorbția, distribuția, metabolizarea și eliminarea. Uneori, sunt incluse și procesele de eliberare/cedare din forma farmaceutică (engleză liberation) și toxicitatea, fapt pentru care se mai utilizează și abrevierile LADME, ADMET sau LADMET.